# Mijaíl Zemtsov

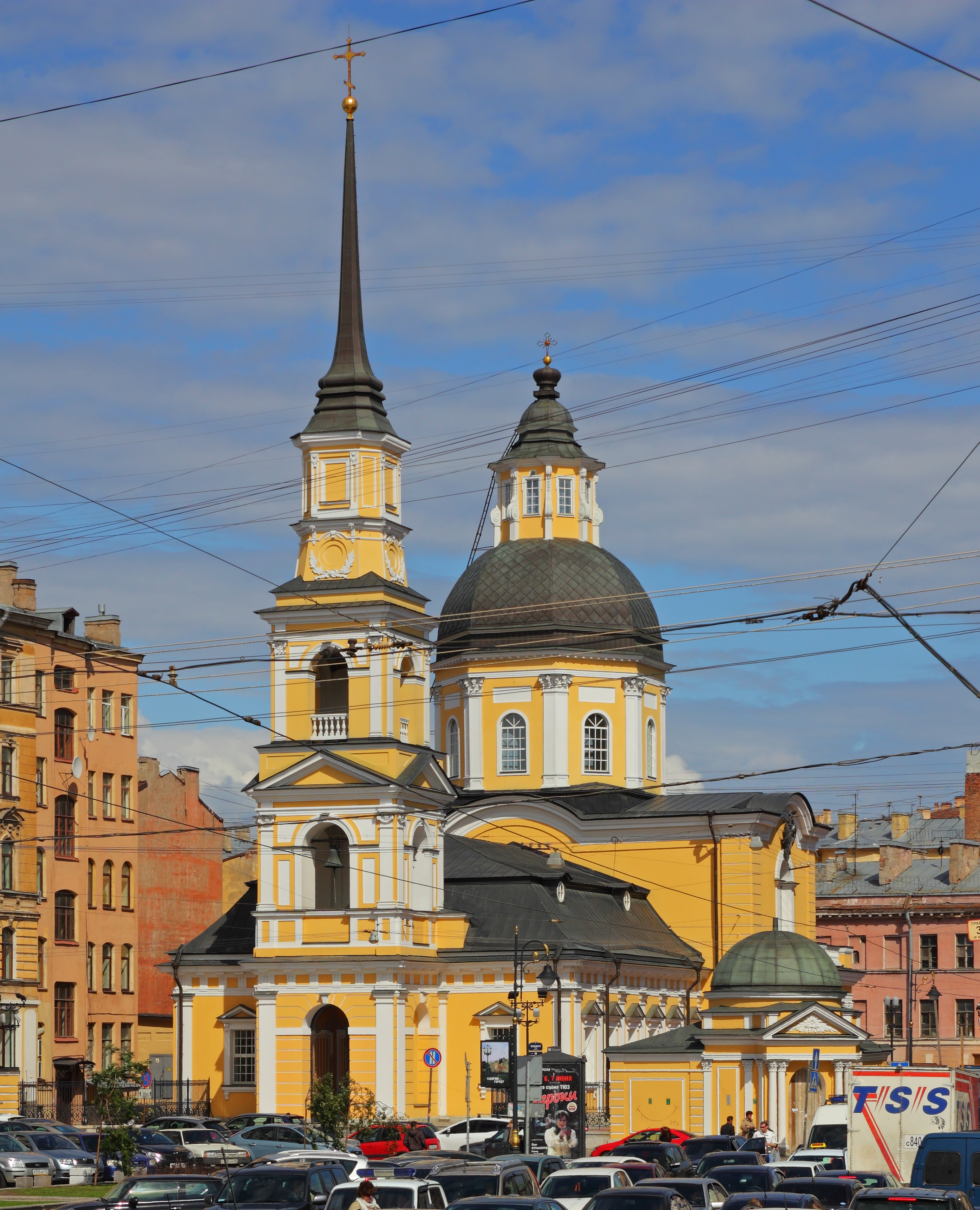
The small church of Saints Simon and Anne (1734) is one of a few extant buildings by Zemtsov.

Mijaíl Grigórievich Zemtsov (del ruso: Михаи́л Григо́рьевич Земцо́в) (1688–1743) fue un arquitecto ruso que llevó a cabo una arquitectura sobria, en un comedido estilo Barroco Petrino, el cual aprendió de su colega suizo Domenico Trezzini. 
Durante la primera parte de su carrera, Zemtsov participó en el diseño del jardín del Palacio de Verano en San Petersburgo y el parque del Palacio Peterhof. Otro proyecto en el que estuvo comprometido, fue la construcción del palacio Kadriorg y su jardín en Tallin (1718-25). Su Palacio Italiano en el embarcadero del Fontanka (construido entre 1726 y 1728) fue demolido, y su obra el Palacio Aníchkov (1741-50) fue más tarde reconstruido. 
Zemtsov fue considerado uno de los principales arquitectos de la capital rusa en 1737, estuvo trabajando junto con otros arquitectos en la construcción de la Catedral de la Transfiguración en San Petersburgo. Completó su trabajo en este edificio singular de Rusia dos años antes de su muerte. 